# Agaon megalopon
Agaon megalopon är en stekelart som beskrevs av Wiebes 1976. Agaon megalopon ingår i släktet Agaon och familjen fikonsteklar.
Artens utbredningsområde är Nigeria. Inga underarter finns listade i Catalogue of Life.